# Michio Kushi
Michio Kushi (en japonais 久司 道夫 Kushi Michio), né le 17 mai 1926 au Japon, et mort à Boston le 28 décembre 2014, est une personnalité qui a contribué à introduire la macrobiotique moderne aux États-Unis au début des années 1950. Il a enseigné la philosophie, le développement spirituel, l'hygiène, l'alimentation, et les maladies au cours de conférences à travers le monde.